# Fatsa
Fatsa es un municipio y distrito de la provincia de Ordu de Turquía. Su superficie es  363 km2, y su población fue de 126 775 habitantes en 2022. Su superficie es 363 km2.

## Etimología
El nombre Fatsa deriva de Fanizan hija del rey Farnaces II del Ponto y desde allí habría mutado a través de Fanise, Phadsane, Pytane, Facha y actualmente Fatsa. Según los registros del Imperio otomano, figura con el nombre de Satılmış. Los griego le llamaron también Polemonio en griego antiguo: Πολεμώνιον y Side. Podría haber sido la antigua Fabda.
El nombre más antiguo registrado de la ciudad es Polemonio (en griego antiguo: Πολεμώνιον, latinizado como Polemonium), en honor a Polemón I del Ponto. Un derivado de Polemonio, es decir, Bolaman, es el nombre moderno del río que pasa por Fatsa (el río es el antiguo Sideno).

## Historia
Polemonio era una ciudad de la costa del Ponto Euxino en la desembocadura del río Side (actualmente conocido como Bolaman Irmağı). Plinio el Viejo sitúa la ciudad a 120 millas romanas de Amisos, que parece una distancia demasiado grande. Ni Estrabón ni ningún otro geógrafo mencionan la ciudad, y se cree que se construyó en el lugar de la antigua Side (cuya comarca se conocía como Sidene) y tomó el nombre del rey Polemón I del Ponto, nombrado por Marco Antonio en el 36 a. C. o más probablemente de su hijo y sucesor Polemón II. Esta parte del Ponto se hizo importante con el tiempo, y recibió el nombre de Ponto Polemoniaco.